# Sveučilište Josipa Jurja Strossmayera u Osijeku
Sveučilište Josipa Jurja Strossmayera u Osijeku smješteno je u gradu Osijeku, središtu hrvatske istočne Slavonije. Ono je po starosti treće hrvatsko sveučilište i četvrto po veličini u zemlji. Osnovano je 1975. godine i danas obuhvaća 16 zasebnih cjelina. Od 1990. godine u nazivu nosi i ime Josipa Jurja Strossmayera.
Dan ovoga sveučilišta obilježava se 31. svibnja.

## Povijest
U Osijeku je 1707. godine osnovana prva visokoškolska ustanova, i to bogoslovna visoka škola. 
Ona započinje svoj redoviti rad školske 1707./1708. godine kao Studium Philosophicum Essekini (Osječki studij filozofije), trogodišnji visokoškolski studij odnosno učilište filozofije.
Ono je 1735. godine spojeno s Učilištem teologije u Osijeku, te je time pod okriljem franjevaca osnovan Teološki fakultet pod nazivom Studium generale theologicum primae classis (Opći studij teologije prvog razreda).
Inicijativa za osnivanje Sveučilišta u Osijeku pokrenuta je 1975. godine. Nakon što je 26. ožujka 1975. godine Hrvatski sabor donio Odluku o davanju suglasnosti za osnivanje Sveučilišta u Osijeku, dva mjeseca kasnije - 31. svibnja 1975. godine - potpisan je Sporazum o osnivanju Sveučilišta u Osijeku. U njemu su sjedinjeni - Ekonomski fakultet, Poljoprivredno-prehrambeno-tehnološki fakultet, Poljoprivredni institut, Fakultet strojarstva i brodogradnje iz Zagreba za studij strojarstva u Slavonskom Brodu, Pedagoška akademija u Osijeku, Muzička akademija u Zagrebu za Odjel glazbe u Osijeku, Gradska knjižnica i Povijesni arhiv u Osijeku.
Od tada, Sveučilište u Osijeku je napredovalo.
Ekonomski fakultet osnovan je 1961. godine, a studij Prava u okviru rada Ekonomskoga fakulteta u Osijeku započinje 1973. godine. Pravni fakultet osamostaljuje se 1975. godine, 1976. godine osniva se Prehrambeno-tehnološki fakultet, a 1977. i Pedagoški fakultet. 1979. godine osnovan je Strojarski fakultet u Slavonskom Brodu kao i Studij medicine u Osijeku, koji je 1998. prerastao u Medicinski fakultet u Osijeku. Godine 1982. osnovan je Fakultet građevinskih znanosti, 1990. Studij elektrotehnike prerastao je u Elektrotehnički fakultet.
Iste 1990. godine, Sveučilišna skupština donosi Odluku o unošenju imena Josipa Jurja Strossmayera u naziv Sveučilišta.
Osječki senat, 2020. godine donosi jednoglasnu odluku o izdvajanju Strojarskoga fakulteta u Slavonskom Brodu, Fakulteta za odgojne i obrazovne znanosti-dislocirani studij Slavonski Brod i studentskog centra Slavonski Brod koji postaju sastavom brodskog sveučilišta.
Od 2016. godine djeluje Fakultet za dentalnu medicinu i zdravstvo. Šestogodišnji program zasnovan je na ljubljanskom uzoru, za razliku od riječke i zagrebačke Stomatologije. Fakultet i Dom zdravlja Osječko-baranjske županije planiraju osnovati slavonski centar dentalne medicine. Dio s ambulantama napravljen je do kraja srpnja 2020. u zgradi fakulteta, a drugi se dio planira u dvorišnom objektu. Sve je u prostoru bivše garaže za tenkove bivše vojarne.

## Sastavnice
Sveučilište u Osijeku danas obuhvaća sljedeće sastavnice:
- Ekonomski fakultet
- Fakultet elektrotehnike, računarstva i informacijskih tehnologija
- Filozofski fakultet
- Građevinski i arhitektonski fakultet
- Katolički bogoslovni fakultet u Đakovu
- Kineziološki fakultet
- Medicinski fakultet
- Fakultet dentalne medicine i zdravstva
- Fakultet agrobiotehničkih znanosti
- Pravni fakultet
- Prehrambeno-tehnološki fakultet
- Fakultet za odgojne i obrazovne znanosti
- Fakultet primijenjene matematike i informatike
- Odjel za fiziku
- Odjel za biologiju
- Odjel za kemiju
- Akademija za umjetnost i kulturu

## Rektori
Rektori sveučilišta do danas su bili:
- Petar Anić

- Dragutin Rilke

- Ivan Mecanović

- Aleksandar Šolc

- Stanislav Marijanović

- Josip Planinić

- Gordana Kralik

- Željko Turkalj

- Vlado Guberac

## Studenti
- Duhos, zajednica studenata

## Vanjske poveznice
- Sveučilište Josipa Jurja Strossmayera Osijek